# Смешанная парная сборная Латвии по кёрлингу на колясках
Смешанная парная сборная Латвии по кёрлингу на колясках — смешанная национальная сборная команда (составленная из одного мужчины и одной женщины), представляет Латвию на международных соревнованиях по кёрлингу на колясках. Управляющей организацией выступает Ассоциация кёрлинга Латвии (латыш. Latvijas Kērlinga Asociācija, англ. Latvian Curling Association).

## Результаты выступлений

### Чемпионаты мира
| Год  | Место | Игры | Победы | Поражения | Состав (женщина, мужчина, тренер)                       |
| ---- | ----- | ---- | ------ | --------- | ------------------------------------------------------- |
| 2022 | 5     | 9    | 6      | 3         | Полина Рожкова, Агрис Ласманс                           |
| 2023 | 1     | 11   | 9      | 2         | Полина Рожкова, Агрис Ласманс, тренер: Эркки Лилл       |
| 2024 | 7     | 7    | 5      | 2         | Полина Рожкова, Агрис Ласманс, тренер: Эркки Лилл       |
| 2025 | 11    | 6    | 3      | 3         | Полина Рожкова, Агрис Ласманс, тренер: Арнис Вейдеманис |

(данные отсюда:)